# Sidi Investments
Sidi Investments Kft. je maďarská developerská společnost se sídlem v Budapešti, založená izraelskou stavební firmou B. Yair Building Corporation 1988 Ltd. Jejími jednateli jsou Shay Sabag a Moshe Danziger.
Na konci listopadu 2011 byla vlastníkem čtyř českých společností:
| společnost                 | podíl | aktiva | závazky | vl. kapitál | jednatelé      |
| -------------------------- | ----- | ------ | ------- | ----------- | -------------- |
| SIDI CZECH REPUBLIC S.R.O. | 85%   | 844    | 878     | (34)        | Moshe Danziger |
| SIDI BOHEMIA, s.r.o.       | 85%   | 16     | 5       | 11          | Moshe Danziger |
| SIDI PRAGUE, s.r.o.        | 100%  | 0,2    | 1,1     | (1,0)       | Moshe Danziger |
| Malešická spol. s r.o.     | 100%  | 7      | 8       | (1)         | Moshe Danziger |

SIDI CZECH REPUBLIC je developerem bytového komplexu "Krásná Hůrka" v Praze-Stodůlkách, zkolaudovaného v listopadu 2009. K 31. prosinci 2009 měla prodáno 38 jednotek z celkového počtu 257 (15 %), přijaté zálohy činily 160 milionů korun. Nemovitost byla zastavena ve prospěch UniCredit Bank Czech Republic, od které byl čerpán úvěr ve výši 436 milionů korun.
V roce 2010 se SIDI Prague dohodla s holandskou developerskou skupinou Sekyra Group Real Estate N.V. ovládanou Luďkem Sekyrou na koupi pozemku o rozloze 19 315 m2 v Praze Malešicích, na kterém chce podle původního projektu vybudovat čtyři dvacetipatrové obytné domy a několik dalších budov. Pozemek, který předchozí vlastník koupil v roce 2007 za 60 milionů korun od Městské části Praha 10, je zastaven ve prospěch UniCredit Bank Czech Republic od které SIDI Prague čerpá úvěr ve výši 148 milionů korun.